# Pedro Villacampa y Periel
Pedro Villacampa y Periel (Laguarta, 10 maggio 1776 – Madrid, 27 dicembre 1854) è stato un generale spagnolo Capitano Generale del Reale esercito eroe della Guerra d'indipendenza spagnola nell'assedio di Saragozza del 1808.

## Biografia
Pedro Villacampa y Periel, meglio noto come Pedro Villacampa y Maza de Lizana, nacque il 19 maggio 1776 a Laguarta, un villaggio del Comune di Sabiñánigo in provincia di Huesca, nell'avito palazzo di famiglia, che data dal secolo XVI ed è tuttora esistente. Il più antico personaggio noto della casata Villacampa di Laguarta è Sancho Garces di Villacampa che fu Maggiordomo di re Ramiro I di Aragona.

Pedro Villacampa era figlio di Domingo Villacampa Guillén e di Francisca Periel di Irun.

Uno dei suoi fratelli, Josè, era il padre di Manuel Villacampa del Castillo, anch'egli liberale e repubblicano, noto per il fallito sollevamento militare del 1886 per ripristinare la Prima Repubblica spagnola.

Militare di professione, Pedro Villacampa y Periel, divenne Capitano Generale del Reale esercito e Governatore di Madrid nel 1814. Si distinse durante la Guerra d'indipendenza spagnola (1808-1814) dal giogo napoleonico per la strenua difesa della città di Saragozza contro i francesi nel 1808 guadagnandosi nello stesso anno il grado di tenente colonnello.

Con l'avvento al trono di Ferdinando VII di Spagna cadde in disgrazia per le sue idee liberali e fu esiliato a Tunisi.

Con Isabella II di Spagna la sua stella tornò a brillare e gli furono restituiti onori e carriera. Fu eletto senatore per la provincia di Huesca.

Morì a Madrid il 27 dicembre 1854.